# Somaloniscus ercolinii
Somaloniscus ercolinii är en kräftdjursart som först beskrevs av Franco Ferrara 1971.  Somaloniscus ercolinii ingår i släktet Somaloniscus och familjen Eubelidae. Inga underarter finns listade i Catalogue of Life.